# Силва Боржес, Лукас
Лу́кас Си́лва Бо́ржес (порт. Lucas Silva Borges, 16 февраля 1993, Бон-Жезус-ди-Гояс, Бразилия) — бразильский футболист, полузащитник клуба «Крузейро».

## Клубная карьера
Лукас присоединился к «Крузейро» в 2007 году, перейдя из футбольной школы «Овел». В 2012 году он был арендован «Насьоналом». Вернувшись из аренды, Лукас был переведён в первую команду «Крузейро» и дебютировал за неё 18 июля 2012 года во встрече с клубом «Португеза Деспортос». Твёрдым игроком основы игрок стал в 2013 году и внёс весомый вклад в два чемпионства «Крузейро». В январе 2015 года Лукас перешёл в мадридский «Реал».
27 августа 2015 года Лукас Силва на правах аренды перешёл в «Олимпик Марсель». 13 сентября 2015 года дебютировал за клуб, выйдя в стартовом составе на матч против «Бастии».
В июле 2016 года Лукас Силва должен был отправиться в годичную аренду в лиссабонский «Спортинг». Однако на медосмотре у него были выявлены проблемы с сердцем. 10 июля Силва написал в Instagram, что из-за проблем со здоровьем он вынужден завершить футбольную карьеру. На следующий день Силва заявил, что пока не завершает карьеру.
19 сентября 2016 года Лукас сообщил, что полностью здоров и на следующей день вернётся к тренировкам с «Реалом». 3 сентября 2019 года мадридский клуб расторг контракт с футболистом уже после закрытия трансферного окна.

## Карьера в сборной
В составе молодёжной сборной Бразилии Лукас дебютировал в 2012 году. В 2014 году он в её составе становился победителем турнира в Тулоне.

## Достижения
«Крузейро»
- Чемпион Бразилии (2): 2013, 2014
- Чемпион штата Минас-Жерайс: 2014

Бразилия (до 20 лет)
- Победитель турнира в Тулоне: 2014

## Статистика выступлений
| Выступление      | Выступление      | Выступление      | Чемпионат | Чемпионат | Кубок | Кубок | Континент. | Континент. | Другие | Другие | Итого | Итого |
| Клуб             | Лига             | Сезон            | Игры      | Голы      | Игры  | Голы  | Игры       | Голы       | Игры   | Голы   | Игры  | Голы  |
| ---------------- | ---------------- | ---------------- | --------- | --------- | ----- | ----- | ---------- | ---------- | ------ | ------ | ----- | ----- |
| Крузейро         | Серия А          | 2012             | 8         | 0         | 0     | 0     | 0          | 0          | —      | —      | 8     | 0     |
| Крузейро         | Серия А          | 2013             | 23        | 2         | 3     | 0     | 0          | 0          | 2      | 0      | 28    | 2     |
| Крузейро         | Серия А          | 2014             | 27        | 1         | 4     | 0     | 8          | 0          | 9      | 0      | 48    | 1     |
| Крузейро         | Итого            | Итого            | 58        | 3         | 7     | 0     | 8          | 0          | 11     | 0      | 84    | 3     |
| Реал Мадрид      | Примера          | 2014/15          | 8         | 0         | 0     | 0     | 1          | 0          | 0      | 0      | 9     | 0     |
| Реал Мадрид      | Итого            | Итого            | 8         | 0         | 0     | 0     | 1          | 0          | 0      | 0      | 9     | 0     |
| Олимпик Марсель  | Лига 1           | 2015/16          | 22        | 0         | 5     | 0     | 6          | 0          | 0      | 0      | 33    | 0     |
| Олимпик Марсель  | Итого            | Итого            | 22        | 0         | 5     | 0     | 6          | 0          | 0      | 0      | 33    | 0     |
| Всего за карьеру | Всего за карьеру | Всего за карьеру | 88        | 3         | 12    | 0     | 15         | 0          | 11     | 0      | 126   | 3     |